# Левико-Терме
Левико-Терме (итал. Levico Terme) — коммуна в Италии, располагается в провинции Тренто области Трентино-Альто-Адидже.
Население составляет 6654 человека, плотность населения составляет 102 чел./км². Занимает площадь 62 км². Почтовый индекс — 38056. Телефонный код — 0461.
Покровителем коммуны почитается Христос-Спаситель  (SS. Redentore), празднование в третье воскресение июля.

## Города-побратимы
- Хаусхам, Германия (1959)